# Raegan Revord
Raegan Revord (San Diego, 3 januari 2008) is een Amerikaans actrice. Ze verwierf bekendheid door haar rol als Missy Cooper in de televisieserie Young Sheldon.

## Biografie
Revord werd geboren op 3 januari 2008 in San Diego. Ze groeide op in Los Angeles, waarna haar ouders en zij verhuisden toen Revord drie en half jaar oud was.
Revord was jeugdambassadrice van het Children's Hospital Los Angeles. Ze is enig kind.

### Werk
Revord begon als model in advertenties en commercials op vierjarige leeftijd. Twee jaar later had ze haar eerste rol als Megan in Modern Family. Ook had ze kleine rollen in Grace and Frankie, With Bob & David en Teachers. Ook sprak ze haar stem in voor het radiostuk Nilsa and the Troll.
In maart 2017 kreeg Revord haar eerste grote rol door als Missy Cooper te worden gecast in de Big Bang Theory spinoff Young Sheldon. Het personage was slechts zeer beperkt te zien in The Big Bang Theory, waardoor Revord haar eigen draai aan Missy Cooper kon geven. Missy Cooper zorgde voor 'de nodige pit voor het plot en was een waardevolle toevoeging naast de academisch hoogbegaafde tweelingbroer Sheldon'. De website Screenrant stelde in 2024 dat Missy Young Sheldon's beste personage was, ondanks dat het personage meestal slechts een rol had in de subplots. Revord verkreeg een Texaans Engels accent door Laurie Metcalf's personage van Mary Cooper in The Big Bang Theory te bestuderen. Revord was ook te zien in de spin-offserie Georgie & Mandy's First Marriage.
In 2019 richtte Revord Read with Raegan op, een online boekenclub met 55.000 volgers sinds 2024 op Instagram. Ze schreef het boek Rules for Fake Girlfriends, een jeugdboek dat uit werd gebracht in het najaar van 2025 door St Martin's Press.

### Privé
Revord en haar moeder waren in begin 2023 betrokken bij een auto-ongeluk. Revord heeft sindsdien last van paniekaanvallen.

## Filmografie

### Televisie
| Jaar       | Titel                            | Rol            | Opmerkingen                                      | Ref          |
| ---------- | -------------------------------- | -------------- | ------------------------------------------------ | ------------ |
| 2014; 2016 | Modern Family                    | Megan          | 2 afl.                                           | [ 17 ]       |
| 2015       | W/ Bob & David                   | Greg's dochter | Seizoen 1, afl. 3                                | [ 2 ] [ 4 ]  |
| 2016       | Grace and Frankie                |                | Aflevering "The Vitamix"                         | [ 15 ] [ 4 ] |
| 2017       | Teachers                         |                | Episode "School Sweet School"                    | [ 4 ]        |
| 2017–2024  | Young Sheldon                    | Missy Cooper   | Hoofdrol                                         | [ 15 ]       |
| 2019       | Alexa & Katie                    | Ainsley        | Aflevering "Always Something There to Remind Me" | [ 15 ] [ 4 ] |
| 2022       | The Price Is Right at Night      | Zichzelf       | 30 september 2022                                | [ 18 ]       |
| 2024       | Georgie & Mandy's First Marriage | Missy Cooper   | Gastrol                                          | [ 19 ]       |

### Film
| Year | Title     | Role        | Opmerkingen | Reference |
| ---- | --------- | ----------- | ----------- | --------- |
| 2015 | Tortise   |             | Korte film  | [ 4 ]     |
| 2017 | I See You | Amy         | Korte film  | [ 4 ]     |
| 2017 | Stray     | Zoe Ackert  | Korte film  | [ 4 ]     |
| 2017 | Wish Upon | Jonge Clare |             | [ 2 ]     |

## Awards
| Jaar | Prijs              | Categorie                                               | Werk                          | Uitslag     | Ref.   |
| ---- | ------------------ | ------------------------------------------------------- | ----------------------------- | ----------- | ------ |
| 2018 | Young Artist Award | Beste optreden in a televisierol – Bijrol jonge actrice | Missy Cooper in Young Sheldon | Genomineerd | [ 20 ] |
| 2023 | Family Film Award  | Beste jonge actrice                                     |                               | Gewonnen    | [ 20 ] |